# Der Opiumkrieg
Der Opiumkrieg (Originaltitel chinesisch 鴉片戰爭 / 鸦片战争, Pinyin Yāpiàn Zhànzhēng) ist ein chinesischer Film von Xie Jin aus dem Jahr 1997. Er war bis zur Uraufführung von Chen Kaiges Drama Der Kaiser und seine Attentäter (1999) der teuerste chinesische Film.

## Kurzbeschreibung
Das Historiendrama präsentiert die Schicksale der Personen, die eine Schlüsselposition in den Ereignissen um den Ersten Opiumkrieg einnehmen. Es illustriert die Umstände, die dazu führten, dass das Kaiserreich China Hongkong an Großbritannien abtreten musste.

## Handlung
Der Film spielt im Kaiserreich China zur Zeit der Qing-Dynastie, die in ihrem Übermut eine Isolationspolitik zu anderen Ländern betreibt. Im Jahr 1838 erteilt der chinesische Kaiser Daoguang dem Beamten Lin Zexu den Auftrag gegen englische Opiumhändler vorzugehen und entsendet ihn daher für diesen Zweck als Oberkommissar nach Kanton. Das alles geschieht ganz zum Unmut der englischen Opiumhändler, die große Gewinne durch den Handel mit Opium erzielen. 
Als Lin Zexu tonnenweise Opium vernichten lässt und die englischen Opiumhändler unter „Hausarrest“ stellt, entsendet die britische Regierung 1839 den britischen Außenhandelsinspektor Captain Charles Elliot nach Kanton. Captain Elliot überredet die Opiumhändler, ihr Opium der britischen Regierung zu überschreiben, wodurch es den Briten aufgrund des entstandenen Vermögensverlustes ermöglicht wird, 1840 einen Krieg mit China anzufangen, das das Land für den Handel Großbritanniens vorteilhaft öffnen soll, bevor andere ihnen zuvorkommen. Das alles geschieht, obwohl viele Parlamentsabgeordnete dagegen sind, weil sie die Unehrenhaftigkeit bei diesem Unternehmen erkennen können.
Dank ihrer überlegenen Waffen und der aufgrund der Isolationspolitik mangelnden Erkenntnis Chinas wie unterentwickelt es im Vergleich zu Großbritannien ist, können die Briten das Kaiserreich nach zwei Jahren ohne Probleme trotz aller Bemühungen besiegen. Nach dem Krieg bleibt alles wie es früher war, China muss zusätzlich den Opiumhändlern das Geld für das zerstörte Opium geben, Hongkong, den besten Hafen in der Region, an Großbritannien abtreten und seitdem eine Ära des Halbkolonialismus zu ihren Ungunsten hinnehmen, wobei der Isolationismus der Qing-Dynastie auch dazu beitrug. 
Die Niederlage im Opiumkrieg führt auch mit der Zeit zum Ende der Qing-Dynastie. Allerdings, wie einige britische Parlamentsabgeordnete schon damals voraussahen, konnte man China jedoch wegen seiner im Vergleich zu Europa älteren Kultur nicht erobern, das dann auch mit der Zeit sich allmählich der neuen Realität anpassen und entsprechend auch zurückschlagen konnte. So endete schließlich dieser Halbkolonialismus vollständig mit der Rückgabe Hongkongs an China im Jahr 1997.